# Erioptera fusculenta
Erioptera fusculenta là một loài ruồi trong họ Limoniidae. Chúng phân bố ở miền Cổ bắc.